# Tử Tiết
Tiết hay Khiết (chữ Hán: 契) là tên một nhân vật huyền sử sống vào thời kỳ Tam Hoàng Ngũ Đế trong lịch sử Trung Quốc, theo Sử Ký Tư Mã Thiên - Ân bản kỷ thì ông chính là thủy tổ của nhà Thương.

## Thân thế và sự nghiệp
Tương truyền bà thứ phi của Đế Cốc Cao Tân thị là bà Giản Địch vốn là con gái bộ lạc Hữu Nhưng hôm đó đi tắm ngoài bờ suối thấy một quả trứng chim Huyền Điểu bèn cầm lấy nuốt chửng rồi thụ thai mà sinh ra. Kinh Thi có câu: "thiên mệnh Huyền Điểu, giáng nhi sinh Thương " nghĩa là trời cho chim đen giáng hạ thành Thương cũng bởi ở điển tích này vậy, Tiết có công giúp đế Nghiêu đế Thuấn trị thiên hạ nên được ban họ Tử và thưởng cho đất Thương - ngày nay thuộc khu vực phía nam huyện Thương Khâu tỉnh Hà Nam - làm thực ấp.
Đến khi Hạ Vũ được vua Thuấn cử đi trị thủy thì Tiết cũng tình nguyện xin theo, ông lập không ít công trạng vừa cố vấn vừa thực hiện giúp cho vua Vũ hoàn thành tốt nhiệm vụ. Thời gian Tiết đi theo vua Vũ thì việc trị vì nước Thương do con trai ông là Chiêu Minh đảm nhiệm, sau khi trị thủy trong cuộc luận công ban thưởng ở Miêu Sơn vua Vũ mới chính thức phân phong chư hầu cho ông.
Tiết làm vua nước Thương cho đến thời Hạ Khải thì băng hà, con trai trưởng Chiêu Minh thừa kế ngôi vị.

## Từng bước phát triển của nước Thương
Đến đời cháu nội của Tiết là Tướng Thổ thì thế lực của nước Thương đã vươn tới bờ Bột Hải, Tướng Thổ dạy dân cưỡi ngựa và hướng dẫn cách nuôi ngựa cho thiên hạ. Lại đến chắt nội của Tướng Thổ là Minh thì nền nông nghiệp nước Thương phát triển ngày càng mạnh mẽ nhất là vấn đề trao đổi hàng hóa và chăn nuôi gia súc gia cầm rất thịnh vượng, con Minh là Vương Hợi bị thủ lĩnh của Hữu Dị thị là Miên Thần giết chết. Em Vương Hợi là Vương Hằng nối ngôi nhưng phải trốn chạy vào vùng rừng núi tổ chức kháng chiến chống Miên Thần xâm lược, nước Thương bấy giờ ở trong tình thế "ngàn cân treo sợi tóc" nguy cơ diệt vong bất cứ lúc nào. Sau này con của Vương Hợi là Thượng Giáp Vi lên nối ngôi chú đã đánh bại và giết được Miên Thần để báo thù cho cha - sử sách kể sơ qua chứ không nói chi tiết đến những cuộc chiến tranh này - nên nước Thương nhờ đó được phục hưng, đến đời Tử Lý tức Thành Thang thì khởi binh lật đổ nhà Hạ mà xây dựng nên cơ nghiệp nhà Thương vậy.

## Hậu duệ 8 lần dời đô
Theo sách Quan Đường Tập Lâm - Thuyết Hào thì từ đời Tiết đến đời Thang nước Thương đã 8 lần phải thiên đô do khu vực Hoàng Hà bị lũ lụt triền miên, lần thứ nhất từ đất Thương chuyển đến Phiên Ấp - nay thuộc huyện Từ Dương tỉnh Sơn Đông. Lần thứ 2 từ Phiên Ấp dời qua Đế Thạch - nay là huyện Bình Sơn tỉnh Hà Bắc, lần thứ 3 từ Đế Thạch xuống phía bắc Thương Khâu - gần đất phong phía nam Thương Khâu ngày trước. Lần thứ 4 từ Thương Khâu đến Đông Đô - nay thuộc huyện Thái An tỉnh Sơn Đông, lần thứ 5 từ Đông Đô lên Kế Khâu - nay là phạm vi phía tây nam thủ đô Bắc Kinh. Lần thứ 6 từ Kế Khâu sang Hữu Dị - nay ở huyện Dị tỉnh Hà Bắc, lần thứ 7 từ Hữu Dị tới An Ấp - nay là huyện An Dương tỉnh Hà Nam. Lần thứ 8 từ An Ấp đến Hào Ấp - nay ở phía đông nam huyện Tào tỉnh Sơn Đông, có rất nhiều thuyết khác nhau nói về địa điểm dời đô của các đời thủ lĩnh nước Thương nhưng ở đây dựa vào kết quả khảo chứng của Vương Quốc Duy viết trong cuốn sách kể trên làm bằng cớ. 